# Виста Санта Роса (Калифорнија)
Виста Санта Роса (енгл. Vista Santa Rosa) насељено је место без административног статуса у америчкој савезној држави Калифорнија.

## Демографија
По попису из 2010. године број становника је 2.926.
| Група             | 2000.    | 2010.         |
| Белци             | 0 (0,0%) | 312 (10,7%)   |
| Афроамериканци    | 0 (0,0%) | 8 (0,3%)      |
| Азијати           | 0 (0,0%) | 6 (0,2%)      |
| Хиспаноамериканци | 0 (0,0%) | 2.487 (85,0%) |
| Укупно            | 0        | 2.926         |